# Basílica de Nossa Senhora de Lourdes
A Basílica de Nossa Senhora de Lourdes, também conhecida como Igreja de Lourdes, é uma igreja católica em estilo predominantemente neogótico, localizada em Belo Horizonte, Brasil. Teve sua construção concluída em 1923. O autor do projeto é Manoel Túnes, e a construção foi feita por Antônio Gonçalves Gravatá. Em 1958, foi elevada à categoria de basílica por ato do Papa Pio XII. É administrada pelos padres claretianos.

## Características
A igreja é composta por três naves e possui 47 metros de comprimento e 17 de largura. Dentro do santuário há três imagens de Nossa Senhora de Lourdes: uma em madeira, usualmente levada em procissões e coroações; uma esculpida em gesso, com mais de 100 anos, localizada na Gruta de Lourdes; e outra no altar-mor, que veio do Rio de Janeiro para marcar a sagração da igreja à categoria de basílica, feita pelo Papa Pio XII em 1958.